# Micro-agriculture biointensive

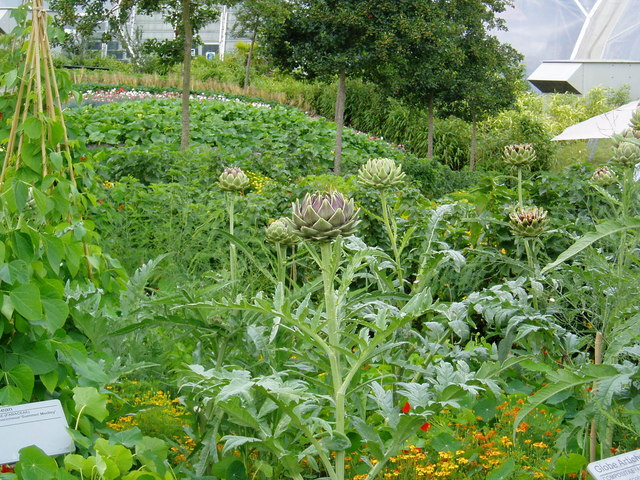
Microagriculture.

La microagriculture biointensive est un système agricole durable visant à produire une alimentation sur de petites parcelles tout en augmentant simultanément la biodiversité et en soutenant la fertilité du sol. C'est un système agricole durable, auto-fertile et autonome en semences.

## Historique
De nombreuses caractéristiques de l'agriculture biointensive étaient présentes dans l'agriculture traditionnelle des Chinois, Grecs, Mayas et du début de la période moderne en Europe et en Afrique de l'Ouest depuis au moins la fin XVIIIe siècle.
L'agriculture biointensive est développée dans la seconde moitié du XXe siècle par l'horticulteur britannique Alan Chadwick ; elle s'inspire en partie de l'agriculture biodynamique[réf. nécessaire] et de la méthode de maraîchage dite intensive française
De la méthode intensive française elle reprend le travail sur buttes préparées par double-bêchage et la minimisation de l'espacement des plantes. Les apports propres d'Alan Chadwick concernent d'une part l'usage de variétés-populations ou variétés anciennes (pas d'hybrides F1 ni de variétés issues de la « révolution verte ») et les proportions de surfaces consacrées aux trois grands types de plantes qui y sont cultivées (voir plus bas).
La méthode est maintenant répandue à travers le monde, dans presque tous les climats et sols où la nourriture est cultivée.
Un équivalent pour les grandes cultures est proposé, notamment par l'agronome Michel Griffon, à la suite du Grenelle de l'environnement le pari d'une « agriculture écologique intensive », qu'en France une association dont le siège est à l’École supérieure d'agriculture d'Angers porte, avec le laboratoire d'agroécologie. La marque a été déposée, non pour produire un label, mais pour éviter que cette expression soit dévoyée. En Belgique, dans le Brabant wallon, la ferme de la Baillerie a lancé « un projet d'agriculture écologique »

## Grands principes
John Jeavons résume l'agriculture biointensive sous la forme des six principes suivants :
1. Culture sur butte avec double-bêchage (c’est-à-dire travail du sol sur une profondeur de deux fers de bêche, soit environ 60 cm) initial. Par la suite, lorsque le sol acquiert une bonne structure, on ne le travaille plus et n'y incorpore le compost qu'en surface, on l'ameublit sans retournement à l'aide d'une grelinette ou outil similaire. L'ameublissement du sol en profondeur permet une meilleure aération en même temps qu'une meilleure pénétration de l'eau (ce qui limite les besoins en arrosage), et permet un développement racinaire plus profond. Cela permettra aux plantes d'aller chercher plus facilement certains nutriments situés en profondeur, et d'être plantées de façon plus serrée sans qu'elles se gênent au niveau racinaire.
2. Apports en matière organique humifiante (compost, mulch), cette matière étant produite par les plantes elles-mêmes. Ainsi aucun apport organique extérieur n'est indispensable après la première année de culture.
3. Semis/plantations en quinconce pour mieux utiliser l'espace (pas de rangées et de bandes vides entre elles) en respectant les distances de semis/plantation propres à chaque plante. Ce mode de plantation génère un microclimat plus frais et humide à la surface du sol, ce qui limite les besoins en arrosage. Elle assure par ailleurs une meilleure résistance des plantes au vent.
4. Association d'espèces à bénéfices réciproques (Culture associée, également appelée « compagnonnage ») et rotations des cultures en fonction de leurs besoins en azote. Ces deux pratiques sont bien connues et appliquées dans toutes les pratiques agroécologiques.
5. Usage de trois grands types de plantes :
  - les plantes à grains, à haute teneur calorique et protéique par gramme d'aliment, représentent 60 % de la surface cultivée. Ce sont leurs tiges et leurs feuilles qui fourniront de l'humus pour l'ensemble des plantations. Il s'agit donc d'un système autofertile. Ces plantes sont entre autres les poacées, le sarrasin, le quinoa, l'amarante, le tournesol  et toutes les céréales, ou encore des arbres tels que le noisetier ou le chêne. Bien qu'il ne soit pas une plante à grains, le topinambour entre aussi dans cette catégorie car il produit une importante biomasse aérienne ;
  - les légumes-racines et bulbes à forte productivité calorique et protéique par unité de surface, représentent 30 % de la surface cultivée. Ces plantes sont la pomme de terre, la patate douce, le panais, le salsifis, la scorsonère, la bardane, le rutabaga, le navet (si on consomme aussi les fanes), des alliacées tels que l'ail, le poireau, l'oignon ;
  - les légumes-feuilles, légumes-fruits,  pois et haricots, représentent 10 % de la surface cultivée.

Ces proportions ont été pensées en fonction des besoins en biomasse pour la production d'humus, ainsi que des besoins alimentaires humains. Pour ce dernier point on veillera en particulier, si on cultive des céréales, à cultiver suffisamment de fabacées (fèves, haricots, pois, autrefois appelées « légumineuses ») pour complémenter leur apport protéique et aider à la fixation d'azote dans le sol.
6. Autoproduction de semences, utilisation de variétés-populations.
7. Nécessité de mettre en pratique ces 6 choses à la fois. Le fait de planter serré ne peut donner de bons rendements que si le sol est amendé en humus et ameubli en profondeur. D'un autre côté, les plantes à grains peuvent en effet fournir l'humus nécessaire à l'ensemble des cultures, mais à condition que tout soit planté serré, utilisant ainsi une surface minimale.

### Avantages
- Elle enrichit le sol en humus et y permet le développement des êtres vivants associés (champignons, bactéries, vers de terre etc.)
- Elle fixe une grande quantité de carbone atmosphérique par unité de surface sous forme d'humus.
- Elle ne nécessite aucun outillage onéreux ou énergivore
- Elle permet une autonomie alimentaire durable, sans intrant, sur une petite surface (370 m2 en moyenne (4000 pieds carrés) pour une autonomie alimentaire totale en régime végétalien et pour une saison de croissance de 6 mois). Il ne s'agit pas d'une méthode réservée aux végétaliens, seulement dans l'idée de minimiser la surface nécessaire pour produire sa nourriture, l'alimentation végétalienne est celle qui demande le moins de surface à cultiver, c'est pourquoi elle est mise en avant dans cette méthode.
- Elle permet de minimiser la part alimentaire de notre empreinte écologique, d'une part du fait de la faible surface cultivée nécessaire, d'autre part du fait de l'absence de transport et de transformation industrielle des aliments.
- De par la faible surface cultivée nécessaire, elle permet de laisser de la place pour le développement d'écosystèmes sauvages.
- Elle répond à la nécessité de diminuer la surface de terre cultivée pour se nourrir, sachant qu'actuellement la surface moyenne disponible est d'environ 2 500 m2 par personne et que cette surface tend à diminuer.
- L'autoproduction de semences de variétés-populations permet de contribuer à sauvegarder la biodiversité des plantes cultivées.

### Inconvénients
- Le double-bêchage initial peut représenter un effort important, notamment si le terrain est compact.
- Il est nécessaire d'appliquer en même temps les différents principes mentionnés ci-dessus.
- Ajouter du compost peut être avantageux au départ.